# Masanobu Izumi
Masanobu Izumi (Prefectura d'Hiroshima, Japó, 8 d'abril de 1944), és un exfutbolista japonès.

## Selecció japonesa
Masanobu Izumi va disputar 1 partits amb la selecció japonesa.